# Buxa Duar
Buxa Duar est un fort britannique situé à la frontière entre le Bhoutan et l'Inde, à l'entrée de l’Himalaya. 
Il servit de prison pour des combattants de la liberté de l'Inde, dont Nehru et Gandhi. 

## Institution monastique fondée par des réfugiés tibétains en exil

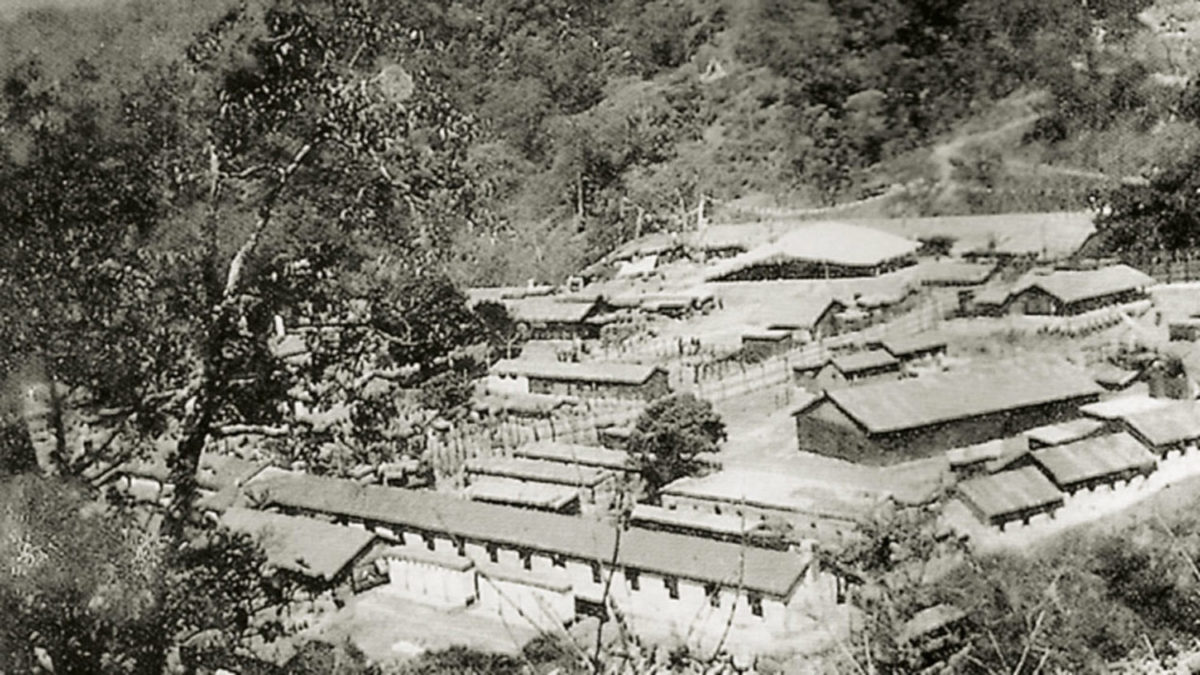
La première institution monastique établie par des réfugiés tibétains en exil à Buxar Inde en 1959

Après l'exode tibétain de 1959, l'ancienne prison de Gandhi devint un couvent dirigé par Khenpo Tsultrim Gyamtso Rinpoché, tandis que la prison de Nehru hébergea environ 1 500 moines des 4 écoles du bouddhisme tibétain, et de la tradition bön. 
La majorité des moines tibétains qui se sont échappés en Inde en 1959 furent hébergés à Buxa Duar.
Les conditions d'existence y étaient précaires, et plusieurs centaines de moines y sont morts, dont Tendzin Khyenrab Geleg Wangpo, 11e chef spirituel de la lignée bouddhique Drukpa.